# セルバ (WEBシステム開発会社)
株式会社セルバは、大阪府大阪市、東京都渋谷区に本社を置き、インターネットサービスの運営やWEBシステム・スマートフォンのアプリの受託開発を行っている日本の企業である。

## 沿革
- 2003年 (平成15年) 7月17日 - 学生団体として大阪市中央区で設立[1]

- 2005年 (平成17年) 1月1日 - 株式会社セルバとして株式会社化
- 2006年 (平成18年) 5月1日 - 東京都渋谷区に支店開設
- 2016年 (平成28年) 6月20日 - 大阪市北区に事務所移転
- 2017年 (平成29年) 3月1日 - ラインストーンECサイト「ラインストーン77」を買収[2]
- 2020年(令和2年) 2月1日 - 「リモートビズ」リリース
- 2023年(令和4年) 7月22日 - 「セルバコンサルティング」設立

## 運営サービス
- リモートビズ
- テックゲート
- ラインストーン77
- セルワーク薬剤師
- ジョブドア薬剤師